# Дитя людське (фільм, 1991)
«Дитя людське» (латис. «Cilvēka bērns») — радянський художній фільм режисера Яніса Стрейча, знятий за однойменним романом Яніса Клидзейса на кіностудії «Trīs» в 1991 році.

## Сюжет
На тихому хуторі, серед непомітної краси латгальскої природи, живе у великій, дружній родині семирічний Боніфацій. У його житті має статися сумна подія. Сусідка Бігі, в яку він закоханий, готується до весілля з завидним нареченим Алексісом, що посватався до неї. Сумний настрій хлопчика не пропав навіть після звістки про те, що його стараннями переможений жадібний Казачс, який мало не забрав будинок у бідної вдови. На вечірці у молодят Боніфацій бачить заплакане, але щасливе обличчя Бігі і забуває про свою образу. Він просить Пресвяту Діву про благословення молодят, щоб у них завжди був хліб і достаток, щоб Алексіс був добрий до Брігіти, щоб в їх будинок прийшло довгоочікуване щастя.

## У ролях
- Андріс Рудзінскіс — Боніфацій
- Яніс Паукштелло — батько
- Аквеліна Лівмане — мати
- Болеслав Ружс — дідусь
- Ува Сегліня — Малвіне
- Інесе Лайзане — Зузе
- Майя Коркліша — Анна
- Сігне Дундуре — Бігі
- Крістапс Стрейч — Танцис
- Агнесе Латковська — Пауліна
- Андріс Корклішс — Юстс
- Науріс Клетниєкс — Соломон
- Яніс Стрейч — Пробст
- Фелікс Дейч — Шмукшинс
- Бертуліс Пізічс — хрещений
- Антонс Кукойс — Казачс
- Індра Рога — Лідія
- Ромуалдс Анцанс — Ісідор
- Мартіньш Данчаускс — Петерітіс
- Александрс Зеймульс-Пріжевойтс — Алексіс
- А. Штейнс — епізод
- Я. Жуговс — епізод
- С. Сіла — епізод
- Я. Цируліс — епізод
- З. Міглінікс — епізод
- Г. Медне — епізод
- В. Звейсалнієце — епізод
- В. Янсонс — епізод
- Д. Вернере — епізод
- М. Зальоканс — епізод
- А. Руткіс — епізод
- З. Анкіпане — епізод

## Знімальна група
- Автор сценарію і режисер-постановник: Яніс Стрейч
- Оператор-постановник: Харій Кукелс
- Художник-постановник: Освалдс Звейсалнієкс
- Музика: Габріель Форе, Бетховен, Моцарт, Латгальські народні пісні
- Продюсер: Роланд Калниньш
- Звукооператор: Ігор Яковлєв
- Режисер: Болеслав Ружс
- Оператор: Едгар Аугустс
- Художник по костюмам: Сандра Сіла
- Художник-гример: Едіта Норієте
- Монтажер: Майя Індерсоне
- Редактор: Антон Брок
- Директор: Лілія Лієпиня